# Eunidia coiffaiti
Eunidia coiffaiti là một loài bọ cánh cứng trong họ Cerambycidae.